# Yasir Subaşı
Karahan Yasir Subaşı (* 1. Januar 1996 in Sakarya) ist ein türkischer Fußballspieler.

## Karriere

### Verein
Subaşı kam in Sakarya auf die Welt und begann 2008 in der Nachwuchsabteilung von Sakaryaspor mit dem Vereinsfußball. Nach drei Jahren wechselte er in die Jugend von Fenerbahçe Istanbul. Zur Saison 2015/16 erhielt er von Fenerbahçe einen Profivertrag und wurde neben seinen Tätigkeiten in der Reservemannschaft auch im Profikader berücksichtigt. So gab er sein Profidebüt in der Pokalbegegnung vom 16. Dezember 2015 gegen Tuzlaspor.
Für die Rückrunde der Saison 2016/17 wurde er an den Viertligisten Üsküdar Anadolu 1908 SK und für die Saison 2017/18 an den Drittligisten Sakaryaspor ausgeliehen. Im Sommer 2018 wurde er ab den Istanbuler ZweitligistenÜmraniyespor verliehen.
Im Sommer 2019 wechselte er innerhalb der Süper Lig zu Kayserispor.

### Nationalmannschaft
Subaşı startete seine Nationalmannschaftskarriere im 2012 mit einem Einsatz für die türkische U-16-Nationalmannschaft.